# Tipula (Microtipula) sternohirsuta
Tipula (Microtipula) sternohirsuta is een tweevleugelige uit de familie langpootmuggen (Tipulidae). De soort komt voor in het Neotropisch gebied.